# René van der Weij
René van der Weij (Leeuwarden, 22 november 1982) is een Nederlands voetballer uitkomend voor Harkemase Boys.
Als talent speelde Van der Weij eerst bij Stiens en doorliep vervolgens de jeugdelftallen van SC Cambuur, alvorens hij in 2003 zijn eerste profcontract bij sc Heerenveen tekende. In het seizoen 2004-2005 keerde Van der Weij weer terug naar zijn jeugdliefde, Cambuur. Daar had hij een contract tot 30 juni 2008. Hierna verkaste René zich naar de Groningse Hoofdklasser PKC '83. Na een seizoen vertrok hij naar de kampioen in de Zaterdag Hoofdklasse C: Harkemase Boys uit Harkema. In 2014 werd Van der Weij Hoofdtrainer bij VV Buitenpost. Tot op heden is Van der Weij Hoofdtrainer in de Zaterdag Hoofdklasse B bij S.C. Genemuiden uit Genemuiden.

## Loopbaan
| seizoen | club                  | land      | wed. | goals | competitie     |
| ------- | --------------------- | --------- | ---- | ----- | -------------- |
| 2003/04 | sc Heerenveen         | Nederland | 0    | 0     | Eredivisie     |
| 2004/05 | Cambuur-Leeuwarden    | Nederland | 8    | 2     | Eerste divisie |
| 2005/06 | Cambuur-Leeuwarden    | Nederland | 30   | 4     | Eerste divisie |
| 2006/07 | Cambuur-Leeuwarden    | Nederland | 24   | 5     | Eerste divisie |
| 2007/08 | SC Cambuur-Leeuwarden | Nederland | 10   | 1     | Eerste divisie |
| 2008/09 | PKC '83               | Nederland | 12   | 6     | Hoofdklasse C  |
| 2009/10 | Harkemase Boys        | Nederland | ?    | 7     | Hoofdklasse C  |
| 2010/11 | Harkemase Boys        | Nederland | 0    | 0     | Topklasse      |
| Totaal  |                       |           | 84   | 18    |                |